# Temetvény
Temetvény (szlovákul Hrádok) község Szlovákiában, a Trencséni kerület Vágújhelyi járásában.

## Fekvése
Vágújhelytől 11 km-re délkeletre, a Vág bal partján fekszik. Erdő borította hegytetőn állnak várának emeletnyi magas maradványai.

## Története
Temetvény várát a tatárjárás után építették a Rosd nembeli Demeter és Mihály ispánok, akik megvédték a trónharcok során is. Uradalmi központ volt, melyhez 11 falu tartozott. A 14. században Csák Máté tulajdonában találjuk, majd az Ujlakyaké, a Thurzóké, végül a 17. században a Bercsényieké lett. Itt született 1665. december 6-án gróf Bercsényi Miklós, Ung vármegye főispánja, kuruc főgenerális, és innen menekült 1701-ben Lengyelországba. A vár a 18. században elveszítette jelentőségét, azóta pusztul.
A települést 1246-ban említik először Temetvény várának tartozékaként. 1348-ban "Hradnuk", 1452-ben "Haradnak" alakban szerepel a korabeli forrásokban. A vár tartozékaként birtokosai a vár mindenkori tulajdonosai voltak. 1453-ban említik a Vág itteni gázlóját. 1710-ben főbb birtokosai a Csákyak, Sándorok, Ghiczyk, Motesiczkyk és Mednyánszkyak voltak. 1715-ben a falunak szőlőskertje, 15 jobbágy és 29 zsellér háztartása létezett. A 19. század első felében papírmalma működött. Lakói főként mezőgazdasággal foglalkoztak. 1920-ig Nyitra vármegye Vágújhelyi járásához tartozott.
Vályi András szerint "HRADEK. Tót falu Trentsén Várm. lakosai katolikusok, fekszik Beczkó Várához nem meszsze, nagy hegyek között, határja középszerű."
Fényes Elek szerint "Hradek, tót falu, Nyitra vmegyében, a Vágh bal partján: 606 kath., 63 evang., 7 zsidó lak. Van kath. par. temploma, szép erdeje, papirosmalma, és egy réve a Vághon. F. u. többen. Ut. p. Galgócz."
Nyitra vármegye monográfiájában "Hrádek, tót község a Vág balpartján, az Inovecz-hegység alján. Van 703 lakosa. Vallásukra nézve 526 r. kath., 166 ág. evangelikus és néhány izraelita. Posta és táviró Kocsócz, vasúti állomása Vág-Ujhely. A 13. század közepén „Harranuk” név alatt királyi birtok volt. 1453-ban „Hradnok”-nak nevezték. Kath. temploma, melynek az esztergomi érsek a kegyura, 1802-ben épült. A községtől keletre emelkedik a nagy kiterjedésü temetvényi várrom, melynek történeti szerepléséről más helyen emlékezünk meg. Földesura a Motesiczky, Sándor és Ghyczy család volt."

## Népessége
| Év:            | 1994. | 2004.   | 2014.    | 2024.    |
| -------------- | ----- | ------- | -------- | -------- |
| Emberek száma: | 642   | 596     | 711      | 784      |
| Eltérés:       |       | -7,16 % | +19,29 % | +10,26 % |

| Év:            | 2023. | 2024.   |
| -------------- | ----- | ------- |
| Emberek száma: | 770   | 784     |
| Eltérés:       |       | +1,81 % |

1752-ben 72 család élt a községben.
1787-ben 105 házában 689 lakos élt.
1828-ban 95 háza volt 667 lakossal.
1910-ben 889, túlnyomórészt szlovák lakosa volt.
2011-ben 658 lakosából 599 szlovák.

## Nevezetességei
- Temetvény várának tekintélyes romjai a falutól délkeletre emelkedő hegytetőn találhatók.
- A Nagyboldogasszony tiszteletére szentelt római katolikus temploma 1729-ben épült a korábbi templom helyén, 1802 és 1818 között klasszicista stílusban építették át. Belseje barokk-klasszicista, falfestményei 1887-ben készültek.

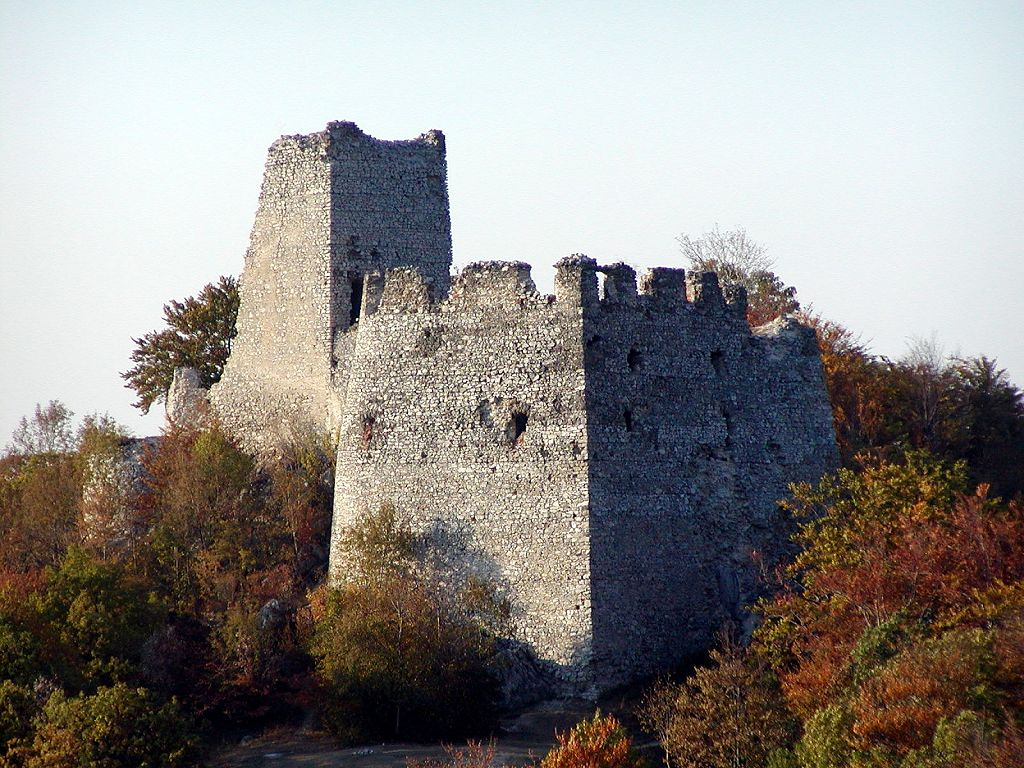
Temetvény vára
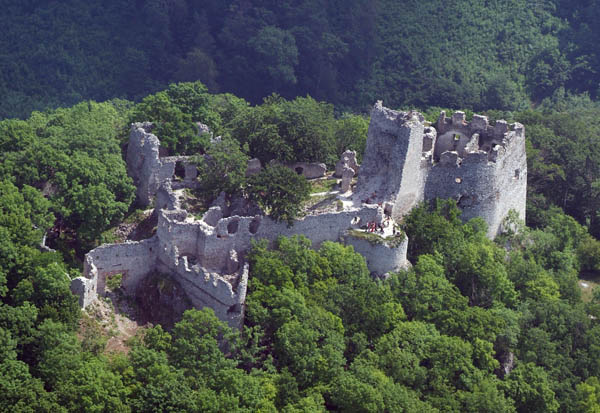
A vár légifotója
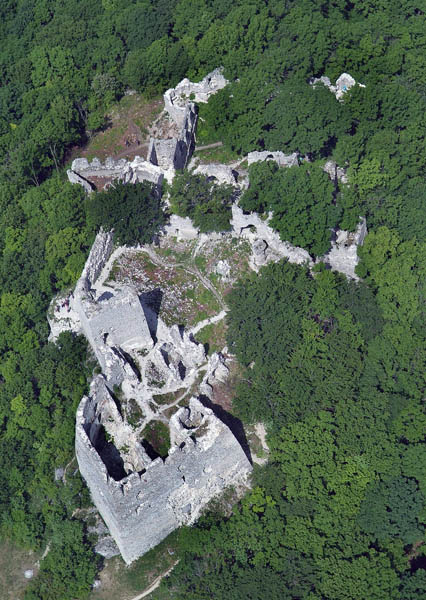

## Külső hivatkozások
- E-obce.sk Archiválva 2008. szeptember 16-i dátummal a Wayback Machine-ben
- Községinfó
- Temetvény Szlovákia térképén
- Temetvény vára (szlovákul sok képpel)